# Jakubowce (rejon postawski)
Jakubowce – dawna kolonia. Tereny na których leżała znajdują się obecnie na Białorusi, w obwodzie witebskim, w rejonie postawskim, w sielsowiecie Juńki.

## Historia
W czasach zaborów w granicach Imperium Rosyjskiego.
W dwudziestoleciu międzywojennym kolonia leżała w Polsce, w województwie wileńskim, w powiecie duniłowickim (od 1926 postawskim), w gminie Mańkowicze (od 1927 gmina Hruzdowo) a następnie w gminie Postawy.
Według Powszechnego Spisu Ludności z 1921 roku zamieszkiwało tu 60 osób, 31 było wyznania rzymskokatolickiego a 29 prawosławnego. Jednocześnie 24 mieszkańców zadeklarowało polską przynależność narodową, 35 białoruską a 1 inną. Było tu 14 budynków mieszkalnych. W 1931 w 15 domach zamieszkiwało 76 osób.
Miejscowość należała do parafii prawosławnej i rzymskokatolickiej w Hruzdowie. Podlegała pod Sąd Grodzki w Postawach i Okręgowy w Wilnie; właściwy urząd pocztowy mieścił się w Hruzdowie.
W 1938 roku wieś należała do gromady Kolejowce gminy Hruzdowo.